# Sander van Doorn
Sander van Doorn (n. Sander Ketelaars; 28 februarie 1979) este un producător muzical și DJ de muzică dance electronic. În lista ”Top 100 DJ” elaborată de DJMag, Sander van Doorn a debutat în 2006 pe poziția #32, apoi a urcat pe #13 în 2008, fiind pe #10 în 2009, a coborât pe #12 în 2010, iar în 2012 a ”căzut” până pe poziția #18.

## Discografie

### Albume
- Supernaturalistic (2008)
- Eleve11 (2011)

### DJ mixes
- 2006 Dance Valley Festival 2006
- 2006 I-D Digital Mix
- 2007 Fast And Furious
- 2010 From Dusk Till Doorn
- 2011 Dusk Till Doorn

### Single-uri & EP-uri
- 2004 Twister (RR, ca Sam Sharp)
- 2004 Loaded  (Oxygen)
- 2004 Punk'd (Oxygen)
- 2004 Dark Roast (Oxygen)
- 2004 Deep / In-Deep (Reset, ca Sam Sharp)
- 2004 Theme Song (Liquid, ca Sandler)
- 2005 Chemistry EP (Liquid, ca Sandler)
- 2005 Bling Bling (Oxygen)
- 2005 ERROR (Reset, as Sam Sharp)
- 2005 Adrenaline / Push Off Me (Oxygen, ca Purple Haze)
- 2005 A.K.A (Oxygen)
- 2005 S.O.S. (Message In A Bottle) (Whitelabel, ca Filterfunk)
- 2005 Hoover:Craft (Reset, ca Sam Sharp)
- 2006 Eden / Rush (Oxygen, ca Purple Haze)
- 2006 Pumpkin (Oxygen)
- 2007 Grasshopper/ Grass-Hopper (Oxygen)
- 2007 By Any Demand feat MC Pryme (Spinnin)
- 2007 King of My Castle (Sander van Doorn Remix)(Spinnin)
- 2007 Riff (DOORN)
- 2008 The Bass (Nebula/EMI)
- 2008 Apple
- 2008 Sushi
- 2008 Organic (with Marco V)
- 2009 Close My Eyes (with Robbie Williams and Pet Shop Boys) (Nebula)
- 2009 Roundabout (as Sam Sharp)
- 2009 What Say (with Marco V)
- 2009 Bastillion
- 2009 Bliksem (as Purple Haze)
- 2009 Ninety
- 2010 Renegade
- 2010 Daisy
- 2010 Reach Out
- 2010 Hymn 2.0 (as Purple Haze)
- 2010 Daddyrock
- 2010 Season (as Sandler, from 2004)
- 2010 Intro (XX Booty Mix)
- 2011 Love Is Darkness (with Carol Lee)
- 2011 Koko
- 2011 Timezone (as Purple Haze with Frederick)
- 2011 Drink to Get Drunk
- 2011 Who's Wearing The Cap (Laidback Luke vs. Sander van Doorn)
- 2011 What Did I Do (Kele vs. Sander van Doorn feat. Lucy Taylor)
- 2012 Chasin'
- 2012 Nothing Inside (featuring Mayaeni)
- 2012 Kangaroo (with Julian Jordan) DOORN (Spinnin)
- 2013 Joyenergizer #UK Indie 26 #UK Dance 38
- 2013 Ten (featuring Mark Knight and Underworld)
- 2013 Into The Light (Sander van Doorn, DubVision vs. MAKO feat. Mariana Bell)
- 2013 Neon
- 2013 Project T (Dimitri Vegas & Like Mike vs. Sander van Doorn)
- 2013 Direct Dizko (with Yves V)
- 2014 Right Here, Right Now (Neon)
- 2014 Guitar Track (with Firebeatz) DOORN (Spinnin)

### Remix-uri
- 2004 Code 1 - House Music (SvD Dub)
- 2004 Sander van Doorn - Dark Roast (S.V.D. Remix)
- 2005 Manny Romero - Compadre (S.v.D. Remix)
- 2005 TDR - Squelch (Sander Van Doorn Remix)
- 2005 FilterFunk - S.O.S. (Message In A Bottle) (Sander van Doorn Remix)
- 2006 Armin van Buuren - Control Freak (Sander van Doorn Remix)
- 2006 Mohamed Sehly - Amazing Beat (SVD Without Going Cairo Remix)
- 2006 Tiësto - Dance4Life (Sander Van Doorn Remix)
- 2006 Club Scene Investigators - Direct Dizko (Sander Van Doorn Remix)
- 2006 Technotronic - Pump Up The Jam (Sander Van Doorn Remix)
- 2006 Sander van Doorn - Pumpkin (SvD Remix)
- 2006 Mode Hookers - Breathe (Sander van Doorn Remix)
- 2006 Yello - Oh Yeah (Sander van Doorn Remix)
- 2007 Wamdue Project - King Of My Castle (Sander van Doorn Vocal Mix)
- 2007 Gleave - Come With Me (SVD Stripped Edit)
- 2007 Arctic Monkeys - When The Sun Goes Down (Sander van Doorn Remix)
- 2008 Sia - The Girl You Lost To Cocaine (Sander van Doorn Remix)
- 2008 OneRepublic - Apologize (Sander van Doorn Bootleg)
- 2009 Sam Sharp - Roundabout (Sander van Doorn Main Mix)
- 2009 The Killers - Spaceman (Sander van Doorn Remix) Part 1
- 2009 The Killers - Spaceman (Sander van Doorn Remix) Part 2
- 2009 Depeche Mode - Peace (Sander van Doorn Remix)
- 2010 Swedish House Mafia - Miami 2 Ibiza (Sander van Doorn Remix)
- 2011 Lady Gaga - Marry the Night (Sander van Doorn Remix)
- 2011 Cybersonik - Technary (Sander Van Doorn Remix)
- 2012 Neil Davidge - To Galaxy (Sander Van Doorn & Julian Jordan Remix)